# Magical Marriage Lunatics!!
Magical Marriage Lunatics!! (マジカル マリッジ ルナティクス!!?) è una visual novel del 2013 di genere erotico per Microsoft Windows.

## Trama
Yūta è un ragazzo normale che vive la sua vita scolastica insieme alla sua amica Yūna. Improvvisamente, un giorno, appare un palazzo nel suo cortile, abitato dalla principessa vampiro Luce. Una alla volta, altre principesse provenienti da altri mondi vengono da lui, le quali invocano una promessa da lui fatta durante l'infanzia di essere il loro sposo una volta cresciuti. Yūta non ricorda le promesse fatte, ma poi anche Yūna entra nella mischia e afferma che lei la ragazza che sarà sempre con lui.

## Personaggi

### Principali
Yūta Ushio (牛尾 勇太?, Ushio Yūta)
Protagonista maschile, è un semplice studente umano.
Yūna Shirahase (白波瀬 悠奈?, Shirahase Yūna)
Studentessa compagna di Yūta e sua amica d'infanzia.
Luce Yami Asutarite (アスタリテ ヤミ ルーチェ?, Luce Yami Asutarite)
Prima principessa a fare la sua apparizione. È un vampiro dai capelli lunghi e rossi e dagli occhi color ambra.
Karin Amagi (天樹 カリン?, Amagi Karin)
Principessa dalle sembianze di una volpe, dai capelli biondi e dagli occhi rossi. Ha una personalità energica ed è molto socievole.
Mitsu no Tamayori Hime (美都之玉依姫?) / Yorihime (依姫?)
Ruruna (ルルーナ?)
Yuria Rin Road (ユリア・リン＝ロード?)

### Secondari
Adoriane (アドリアーネ?)
È la madre di Yuria.
Dora (ドーラ?)
Megumi Shibuya (渋谷 めぐみ?, Shibuya Megumi)
Compagna di classe di Yūta e Yūna.
Tooru Shirahase (白波瀬 徹?, Shirahase Tooru)
Padre di Yūna.
Professor Ooishi (大石先生?, Ooishi-sensei)
Insegnante dell'homeroom nella classe di Yūta e Yūna.